# Abdelilah Saber
Abdelilah Saber (ar. عبد الإله صاب, ur. 21 kwietnia 1974 w Casablance) – marokański piłkarz grający na pozycji prawego obrońcy.
Swoją karierę rozpoczynał w Wydadzie Casablanca w wieku 19 lat. Jedynymi tytułami, jakie zdobył podczas gry w ojczyźnie były Afroazjatycka Klubowa Liga Mistrzów 1994, a także Puchar Maroka (zdobyty w tym samym roku). W 1996 roku wyjechał do Portugalii, gdzie grał w Sportingu. W pierwszym sezonie gry w klubie na boisku pojawił się zaledwie 6 razy. Kolejny rok był również przeciętny - Saber zagrał 9-krotnie. Pierwszym udanym sezonem piłkarza w Europie był 1998/99, kiedy to Marokańczyk rozegrał 28 spotkań w barwach klubu z Lizbony. W roku następnym na boisku pojawił się 18 razy. Był to jednak ostatni sezon gry Sabera w Portugalii. Wyjechał na wschód - do Włoch, gdzie zatrudnienie znalazł w SSC Napoli. W klubie z Neapolu piłkarz grał przez 3 lata, wychodząc na boisko 49 razy. W sezonie 2003/04 Abdelilah zagrał 11 spotkań w barwach Torino FC. Po tym sezonie postanowił zakończyć piłkarską karierę.
Razem z reprezentacją Maroka uczestniczył w Mistrzostwach Świata 1998.